# Hohenthurn
Hohenthurn (szlovénül Straja vas) osztrák község Karintia Villachvidéki járásában. 2016 januárjában 842 lakosa volt. 

## Elhelyezkedése

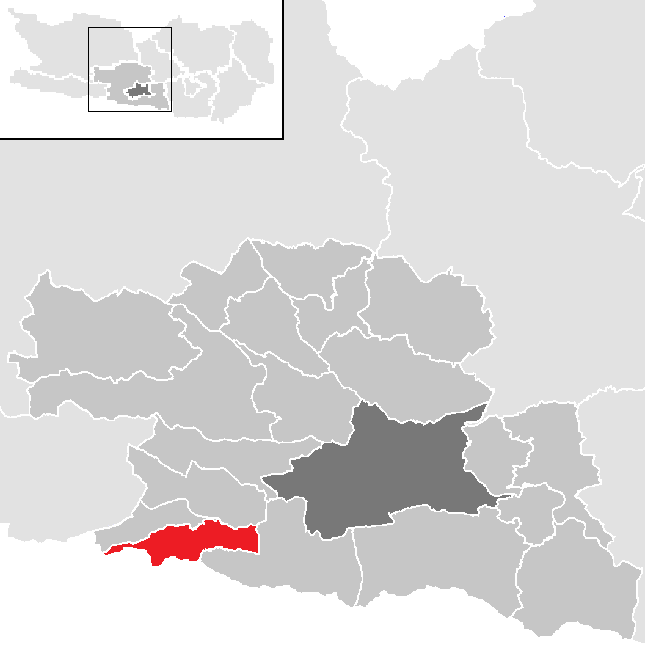
Hohenthurn a Villachvidéki járásban

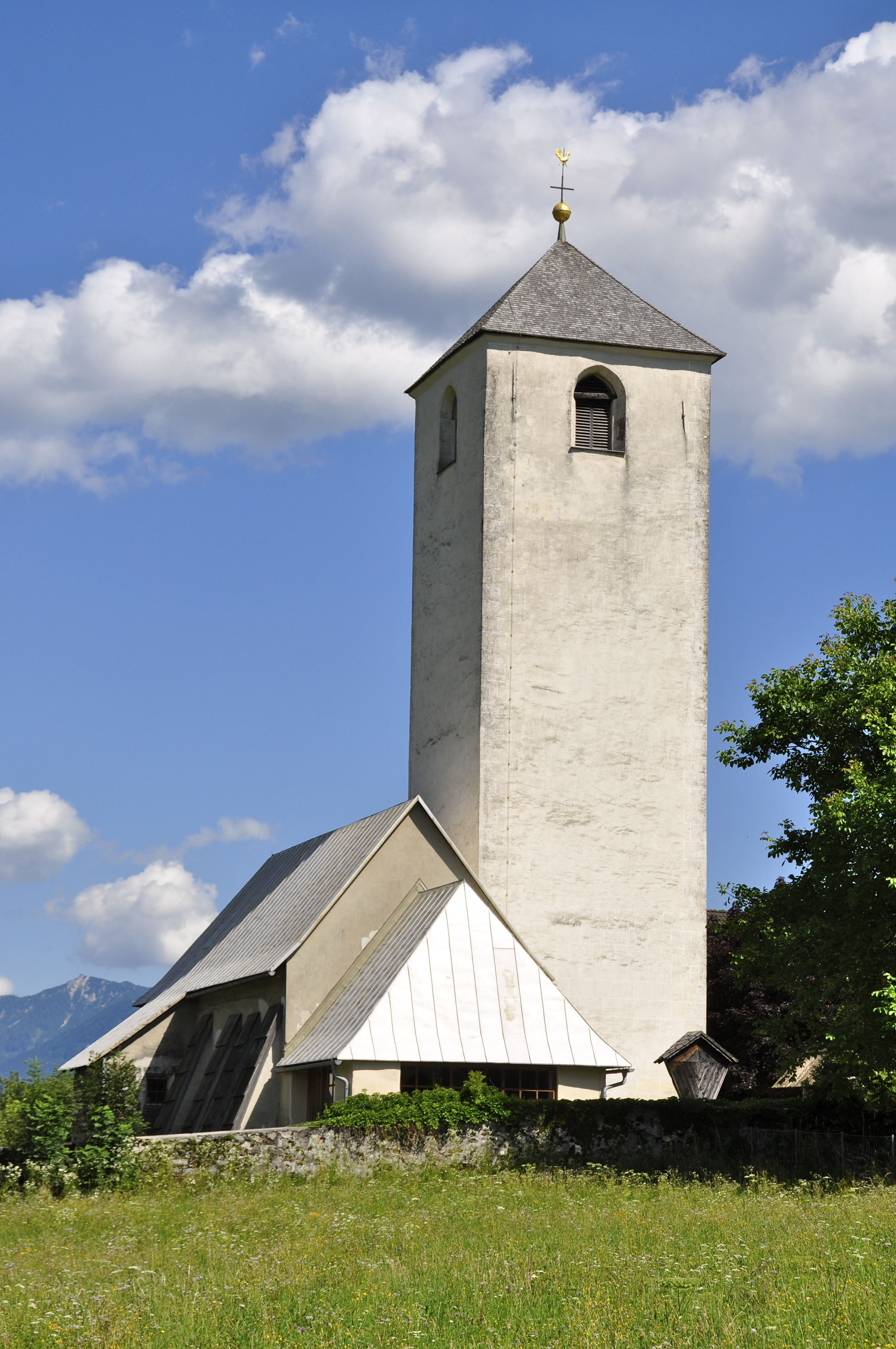
A Szt. Cyriacus-templom

Hohenthurn Karintia déli részén fekszik közvetlenül az olasz határ mellett, a Gail folyó (északon) és a Karni-Alpok hegyei (délen) között. Az önkormányzat 6 falut és egyéb településrészt fog össze: Achomitz (88 lakos), Draschitz (190), Dreulach (128), Göriach (97), Hohenthurn (210), Stossau (129).
A környező települések: északnyugatra Feistritz an der Gail, északra Nötsch im Gailtal, keletre Arnoldstein, délre Tarvisio (Olaszország), délnyugatra Malborghetto-Valbruna (Olaszország).

## Története
Dreulach mellett a régészek egy i.e. 10.-i.e 6. között létező hallstatti települést tártak fel. Később egy római őrtorony állt itt, amely i.sz. 200 körül elpusztult.
A 6. században szláv karantánok települtek meg a régióban; a Gail alsó völgye egészen a 20. század elejéig szláv (szlovén) többségű maradt. Hohenthurnt először 1253-ban említik Göströsdorf néven.
A hohenthurni önkormányzat 1850-ben jött létre Maglern, Seltschach és Feistritz katasztrális községekből. 1865-ben Maglernt, 1877-ben pedig Seltschachot a szomszédos Arnoldsteinhez csatolták. 1906-ban Feistritz elszakadt Hohenthurntól, majd a két községet 1973-ban ismét egyesítették. Egy népszavazás után 1991-ben Feistritz ismét önállóvá vált. 

## Lakossága
A hohenthurni önkormányzat területén 2016 januárjában 842 fő élt, ami némi visszaesést jelent a 2001-es 857 lakoshoz képest. Akkor a helybeliek 8,3%-a tartozott a szlovén kisebbséghez. 92% római katolikusnak, 3% evangélikusnak, 2% muszlimnak, 2,5% pedig felekezet nélkülinek vallotta magát.

## Látnivalók
- Hohenthurn Szt. Cyriacus-plébániatemploma. A gótikus épület elődje 1261-ben már létezett
- Göriach Mária-templomát 1312-ben (vagy 1316-ban) alapították, mai késő gótikus formáját 1489-1516 között kapta

## Híres hohenthurniak
- Karl Schnabl (1954-) olimpiai bajnok síugró
- Franz Wiegele (1965-) ifjúsági világbajnok síugró

## Fordítás
- Ez a szócikk részben vagy egészben  a   Hohenthrun című német Wikipédia-szócikk ezen változatának fordításán alapul.  Az eredeti cikk szerkesztőit annak laptörténete sorolja fel. Ez a jelzés csupán a megfogalmazás eredetét és a szerzői jogokat jelzi, nem szolgál a cikkben szereplő információk forrásmegjelöléseként.